# Förstakammarvalet i Sverige 1927
Förstakammarvalet i Sverige 1927 var ett val i Sverige till Sveriges riksdags första kammare. Valet hölls i den sjunde valkretsgruppen i september månad 1927 för mandatperioden 1928-1935.
Tre valkretsar utgjorde den sjunde valkretsgruppen: Kalmar läns och Gotlands läns valkrets (7 mandat), Skaraborgs läns valkrets (6 mandat) samt Kopparbergs läns valkrets (6 mandat). Ledamöterna utsågs av valmän från det landsting som valkretsarna motsvarade. För de städer som inte ingick i landsting var valmännen särskilda elektorer. Sjunde valkretsgruppen hade dock inga elektorer.
Val till den sjunde valkretsgruppen hade senast ägt rum sommaren 1921 som var ett icke-ordinarie nyval för hela första kammaren. Valet 1921 räknades även som den första valkretsgruppens valår, och de nästföljande grupperna skulle hålla sina val från och med 1922 och framåt, i ordning efter grupperna (andra gruppen höll val det andra året, 1922; tredje gruppen höll val det tredje året, 1923, och så vidare).

## Valresultat
| Parti                | Parti                                     | Partiledare               | Röster | Röster | Mandatfördelning | Mandatfördelning |
| Parti                | Parti                                     | Partiledare               | Antal  | +−     | Antal            | +−               |
| -------------------- | ----------------------------------------- | ------------------------- | ------ | ------ | ---------------- | ---------------- |
|                      | Allmänna valmansförbundet                 | Arvid Lindman             | 57     | -12    | 7                | ▲2               |
|                      | Sveriges socialdemokratiska arbetareparti | Per Albin Hansson         | 57     | -10    | 5                | ▬                |
|                      | Frisinnade landsföreningen                | Carl Gustaf Ekman         | 31     | +18    | 3                | ▬                |
|                      | Bondeförbundet                            | Johan Johansson i Kälkebo | 29     | +9     | 3                | ▼1               |
|                      | Sveriges liberala parti                   | Eliel Löfgren             | 0      | −6     | 1                | ▼1               |
|                      | Sveriges kommunistiska parti              | Nils Flyg                 | 1      | −1     | 0                | ▬                |
| Antal giltiga röster | Antal giltiga röster                      | Antal giltiga röster      | 175    | -2     | 19               |                  |

### Invalda riksdagsmän
Kalmar läns och Gotlands läns valkrets:
- Erik Anderson, n
- Carl Boberg, n
- Gustaf Roos, n
- Uno Wijkström, n
- Gunnar Bodin, bf
- Petrus Nilsson, bf
- Ruben Wagnsson, s

Skaraborgs läns valkrets:
- Ernst Lundell, h
- Fritiof Gustafsson, h
- Ernst Svensson i Eskhult, bf
- August Johansson, fris
- Edward Larson, fris
- Torsten Ström, s

Kopparbergs läns valkrets:
- August Ernfors, n
- Herman Kvarnzelius, fris
- Ernst Lyberg, lib
- Erik Dalberg, s
- Alfred Petrén, s
- Ernst Åström, s